# Мур, Чарльз (программист)
Чарльз Мур (англ. Charles H. Moore, также известен как Чак Мур (англ. Chuck Moore); родился 9 сентября 1938 года) — изобретатель языка программирования Форт и разработчик нескольких процессоров.

## Биография
С 1968 года Мур работал в Национальной радиоастрономической обсерватории (NRAO), участвуя в разработке программ сбора и обработки получаемых радиотелескопом данных. В 1970 вместе с Geoffrey C. Leach им была создана программа FORTH для компьютера Burroughs B-5500, ставшая первой реализацией языка. В 1971 году совместно с Элизабет Резер (англ. Elizabeth Rather) основал компанию FORTH Inc., занимавшуюся развитием языка. В течение 1970-х годов Мур перенес Forth на десятки микропроцессорных архитектур.
В 1980-х Мур занялся разработкой микропроцессоров, разработав несколько архитектур со стековой организацией и получив несколько патентов. Все его разработки имели выраженно высокую производительность при низком энергопотреблении.
В 1983 году Мур основал Novix Inc. и разработал процессор NC4000. Архитектура была лицензирована компании Harris Semiconductor, которая изготовила на её основе радиационно-стойкий процессор RTX2000 со стековой организацией, использовавшийся в нескольких космических миссиях NASA. В 1985 году консультировал компанию Computer Cowboys и разработал процессор Sh-Boom. В начале 1990-х Мур разработал САПР для проектирования СБИС под названием OKAD и использовал её при разработке многоядерных процессоров MISC с минимальным набором команд: MuP21 (1990) и F21 (1993).
Мур основал iTv Corp, одну из первых компаний по разработке Веб-устройств. В 1996 году для iTv он разработал процессор i21.
В дальнейшем Мур разработал диалект colorForth языка Forth, и в 2001 переписал OKAD на colorForth и разработал процессор c18.
В 2005 году Мур основал IntellaSys, компанию, развивавшую его разработки, в том числе многоядерный процессор seaForth-24.
В 2009 году Мур создал компанию GreenArrays Inc. и разработал мультипроцессорные чипы GA4 и GA144. Последний интересен тем, что суммарно может производить 96 GIPS, потребляя суммарно чуть более 0,5 Вт.

## Публикации
- Charles H.Moore, Geoffrey C. Leach, FORTH — A Language for Interactive Computing // Amsterdam, NY: Mohasco Industries Inc, 1970
- Elizabeth D. Rather, Donald R. Colburn, Charles H. Moore, «The Evolution of Forth»
  - Впервые представлена на конференции ACM SIGPLAN History of Programming Languages (HOPL II, April, 1993)
  - Публиковалось как The Evolution of Forth // ACM SIGPLAN Notices, Volume 28, No. 3 March 1993.
  - Публиковалось в «History of Programming Languages» edited by Thomas J. Bergin and Richard G. Gibson, Addison-Wesley, 1996, pages 625—670, chapter 13, ISBN 0-201-89502-1.